# Колесникова, Наталья Владиславовна
Наталья Владиславовна Колесникова (род. 24 июля 1954, Киев) — советский и российский учёный-иммунолог, доктор биологических наук, профессор.

## Биография
Родилась 24 июля 1954 года в Киеве. В 1976 году с отличием окончила биологический факультет Кубанского государственного университета по специальности «биолог, преподаватель биологии и химии» (специализация «микробиология»).
В 1990 году защитила кандидатскую диссертацию на тему «IgE-антителообразование у мышей при адаптации к экстремальным эритропоэзмодулирующим факторам» в Кубанском государственном медицинском институте.
В 1999 году защитила докторскую диссертацию на тему «Регуляция функционирования системы нейтрофильных гранулоцитов в эксперименте» в Научно-исследовательском институте клинической и экспериментальной иммунологии СО АН России в Новосибирске.
С 1978 года работает в Кубанском государственном медицинском университете. В 1978—1990 годах была младшим научным сотрудником Проблемной научно-исследовательской лаборатории; в 1990—1993 годах — старшим научным сотрудником Центральной научно-исследовательской лаборатории; в 1993—2000 годах — доцентом кафедры клинической иммунологии и лабораторного дела факультета повышения квалификации и профессиональной переподготовки. С 2000 года — профессор кафедры клинической иммунологии, аллергологии и лабораторной диагностики ФПК и ППС. Читает лекции по общей иммунологии, аллергологии и клинической лабораторной диагностике. Куратор последипломного обучения по специальности «Клиническая лабораторная диагностика».
С 1997 по 2018 год Н. В. Колесникова по совместительству заведовала центральной научно-исследовательской лабораторией КубГМУ.
Имеет сертификат специалиста по клинической лабораторной диагностике и высшую врачебную категорию по данной специальности.
Н. В. Колесникова является членом диссертационного совета при Кубанском государственном аграрном университете, несколько лет возглавляет Государственную экзаменационную комиссию биологического факультета при КубГУ.
Член правления Российского научного общества иммунологов.
Под её руководством защищено 20 диссертаций на соискание учёной степени кандидата медицинских и биологических наук по специальности «Аллергология, клиническая иммунология».

## Научная деятельность
Н. В. Колесникова опубликовала более 250 научных работ, 20 учебно-методических пособий, 3 монографии. Занимается изучением вопросов аллергологии и клинической иммунологии. Ряд работ посвятила исследованию влияния мурамилдипептидов и глюкозаминилмурамилдипептида на иммунитет.
В 2019 году была заместителем председателя программного комитета и лектором пятой научно-практической школы-конференции «Аллергология и клиническая иммунология для практикующих врачей», собравшей около 200 участников из 8 стран. В 2020 году была лектором данной конференции, а в 2021, 2022 и 2023 годах — заместителем председателя программного комитета и лектором.
Монографии
- Макарова Г. А., Колесникова Н. В., Скибицкий В. В., Барановская И. Б. Диагностический потенциал картины крови у спортсменов. — М.: Спорт, 2020. — 256 с. — ISBN 978-5-907225-48-0.
- Бурлуцкая А. В., Колесникова Н. В. и др. Анатомо-физиологические особенности и заболевания подросткового возраста. — Краснодар: «Плехановец», 2020. — 138 с. — ISBN 978-5-903252-16-9.
- Азнабаева Л. Ф., Александров А. Н., Варюшина Е. А., Глухова Е. Ю., Дроздова М. В., Калинина Н. М., Карпищенко С. А., Катинас Е. Б., Ковалева С. В., Колесникова Н. В. и др. Иммунотерапия в практике ЛОР-врача и терапевта. 2-е издание. Под. ред. Симбирцева А. С. и Лавреновой Г. В. — СПб.: «Диалог», 2022. — 560 с. — ISBN 978-5-8469-0157-5.

Основные научные статьи
- Нестерова И. В., Колесникова Н. В. Цитокиновая регуляция и функционирующая система нейтрофильных гранулоцитов. // Гематология и трансфузиология. 1999. Т. 44. № 2. С. 43-51.
- Сепиашвили Р. И., Шубич М. Г., Колесникова Н. В. Апоптоз в иммунологических процессах. // Аллергология и иммунология. 2000. Т. 1. № 1. С. 15-23.
- Колесникова Н. В., Кулагина М. Г., Никулин Л. А. и др. Иммунокоррекция ликопидом нарушений фагоцитарной и микробицидной функций нейтрофильных гранулоцитов у новорожденных с дыхательными расстройствами, находящихся на длительной искусственной вентиляции лёгких. // Иммунология, 2004, № 3. С. 155—158.
- Колесникова Н. В., Мустафа М., Никулин Л. А. Иммунотропные эффекты ликопида при нарушениях микробицидной функции нейтрофилов новорожденных с диабетической фетопатией. // Педиатрия, 2006, № 1, С. 79-83.
- Колесникова Н. В., Коков Е. А., Андронова Т. М. и др. Регуляция мурамилдипептидами синтеза иммуноглобулина Е в эксперименте и клинике. // Российский аллергологический журнал, 2008, № 5. С. 48-54.
- Нестерова И. В., Колесникова Н. В., Чудилова Г. А., Ломтатидзе Л. В., Ковалева С. В., Евглевский А. А. Нейтрофильные гранулоциты: новый взгляд на «старых игроков» на иммунологическом поле. // Иммунология. 2015. Т. 36. № 4. С. 257—265.
- Колесникова Н. В., Козлов И. Г., Гурьянова С. В., Коков Е. А., Андронова Т. М. Клинико-иммунологическая эффективность и перспективы использования мурамилдипептидов в лечении атопических заболеваний. // Медицинская иммунология, 2016. Т. 18. № 1. С. 15-20.
- Коков Е. А., Колесникова Н. В., Кокова Л. Н., Андронова Т. М. Клиническая эффективность иммунотерапии в лечении атопического дерматита у детей. // Русский медицинский журнал, 2019, № 1. С. 1-4.

## Награды
- Благодарность Губернатора Краснодарского края
- Почётная грамота Администрации Краснодарского края
- Нагрудный знак «Отличник здравоохранения»
- Орден В. И. Вернадского (Неправительственный экологический фонд им. В. И. Вернадского)
- Почётная грамота Министерства здравоохранения и социального развития Российской Федерации за многолетний и добросовестный труд и вклад в развитие здравоохранения (2009)